# Венґеркі
Венґеркі (пол. Węgierki, нім. Wilhelmsau) — село в Польщі, у гміні Вжесня Вжесінського повіту Великопольського воєводства.
Населення — 594 особи (2011).
У 1975-1998 роках село належало до Познанського воєводства.

## Демографія
Демографічна структура станом на 31 березня 2011 року:
|          | Загалом | Допрацездатний вік | Працездатний вік | Постпрацездатний вік |
| -------- | ------- | ------------------ | ---------------- | -------------------- |
| Чоловіки | 309     | 67                 | 219              | 23                   |
| Жінки    | 285     | 45                 | 186              | 54                   |
| Разом    | 594     | 112                | 405              | 77                   |